# 林莉 (香港藝人)
林莉（Carrie Lam，1980年3月25日—），籍貫廣東潮陽，為前無綫電視女藝員，於2005年參選香港小姐，獲得季軍，其5呎10.25吋身高（1米78）令她成為港姐史上第二高的3甲佳麗（僅次於張舒雅）。中學就讀於保良局八三年總理中學，參選港姐前曾任職顧客服務主任。當選後曾主持《娛樂直播》、《更上一層樓》及《區區食落好路線》等電視節目。

## 演出作品

### 電視劇（無線電視）
2007年
- 同事三分親 飾 Catherine（2007-2008）
- 溏心風暴 飾 黎卓蘭 （草餅）

2008年
- 溏心風暴之家好月圓 飾 方舒詠（客串）
- 珠光寶氣 飾 Stephy 靚女（客串）

### 節目主持（無綫電視）
2006年
- 娛樂直播
- 更上一層樓
- 區區食落好路線
- 向世界出發

2008年
- 創富坊

2009年
- 蔡瀾品味

### 節目嘉賓
2011年
- Running Man第72集特別出演(韓國綜藝節目)

### 廣告
- 2011年：海洋公園哈囉喂共和國

### 寫真集
- 2010年：Carrie Me
- 2011年：冷靜與熱情之間─A Real Carrie慈善攝影集[2]

### 模特
- 2016年：林莉隻身闖巴黎　獲賞識躋身高訂舞台 （页面存档备份，存于）

## 曾獲獎項
- 香港小姐競選（2005）：季軍

## 外部連結
- 2005香港小姐候選佳麗 - 16號林莉個人檔案
- 林莉的新浪微博

| 前任： 符思思 | 香港小姐競選季軍 2005年 | 繼任： 呂慧儀 |